# Saint-Adjutory
Saint-Adjutory är en kommun i departementet Charente i regionen Nouvelle-Aquitaine i västra Frankrike. Kommunen ligger  i kantonen Montembœuf som ligger i arrondissementet Confolens. År 2022 hade Saint-Adjutory 493 invånare.

## Befolkningsutveckling
Antalet invånare i kommunen Saint-Adjutory
Referens:INSEE